# Ekeby dreve
Ekeby dreve är ett kommunalt naturreservat i Örebro kommun nära Ekeby-Almby
Det inrättades 2010 och omfattar en udde vid södra Hjälmarstranden vid Hemfjärden. Området präglas av kontakt med Hjälmaren. Där finns ett betat odlingslandskap med åkerholmar och äldre lövträd, ädellövskog med tallpartier, samt alsumpskog. 